# Jean-Baptiste François de Terrats
Jean-Baptiste François de Terrats, né à Perpignan (Roussillon) le 28 octobre 1740 et mort à Paris le 10 juin 1796, est un homme politique français.

## Biographie
Fils de François Terrats et Josèphe Conill, François Terrats naît à Perpignan. Il se fait d'abord connaître en tant que juge de la viguerie de Roussillon et Vallespir.
François de Terrats est élu député du Tiers-État aux États généraux de 1789 par la province de Roussillon.